# Cândido Barbosa
Cândido Joaquim Venda Moreira Barbosa (* 31. Dezember 1974 in Rebordosa) ist ein ehemaliger portugiesischer Radrennfahrer.

## Sportlicher Werdegang
Cândido Barbosa gewann 1995 zum ersten Mal zwei Etappen bei der Algarve-Rundfahrt. Auch 1996 konnte er wieder zwei Etappen für sich entscheiden; im selben Jahr wurde er auf der Isle of Man Europameister im Straßenrennen (U23) und gewann die Eintagesrennen GP de Lisboa und GP Jornal de Noticias. 1997, als er für Maía-Cin fuhr, gewann er alle Etappen und damit auch die Gesamtwertung zum ersten Mal. Daraufhin wechselte er zu dem spanischen Profi-Team Banesto. Hier war er weniger erfolgreich, gewann aber 2001 seine erste Etappe bei der Portugal-Rundfahrt.
2005 sicherte er sich den Zeitfahrtitel bei den nationalen Meisterschaften, und 2007 wurde er portugiesischer Straßenmeister.
Zweimal – 1996 und 2004 – bestritt Barbosa das Straßenrennen bei Olympischen Spielen, allerdings mit wenig Erfolg: 1996 belegte er Platz 112, und 2004 gab er auf.
Insgesamt errang Barbosa im Laufe seiner Radsport-Karriere 99 Etappensiege, hauptsächlich bei Rennen in Spanien und Portugal. Nach der Saison 2010, in der er den Grande Prémio Internacional de Torres Vedras gewann, beendete er seine Karriere.

## Funktionärslaufbahn
2024 wurde Cândido Barbosa zum Präsidenten des portugiesischen Radsportverbandes Federação Portuguesa de Ciclismo (FPC) gewählt.

## Erfolge
1997
- Gesamtwertung Algarve-Rundfahrt

2002
- Gesamtwertung Algarve-Rundfahrt

2005
- Portugiesischer Meister – Einzelzeitfahren

2006
- eine Etappe der Portugal-Rundfahrt

2007
- eine Etappe Grand Prix Paredes Rota dos Moveis
- Portugiesischer Meister – Straßenrennen
- vier Etappen Portugal-Rundfahrt

2008
- zwei Etappen Portugal-Rundfahrt

2009
- zwei Etappen Volta ao Alentejo
- zwei Etappen und Gesamtwertung Grand Prix Paredes Rota dos Moveis
- zwei Etappen Portugal-Rundfahrt

2010
- eine Etappe Volta ao Alentejo
- drei Etappen und Gesamtwertung Grande Prémio Internacional de Torres Vedras
- eine Etappe Portugal-Rundfahrt

## Teams
- 1996: W52-Paredes Movel
- 1997: Maía-Jumbo-Cin
- 1998–2000: Banesto
- 2001: iBanesto.com
- 2002–2004: L.A.-Pecol
- 2005–2006: L.A. Aluminios
- 2007: Liberty Seguros Continental
- 2008: Benfica
- 2009: Palmeiras Resort/Prio
- 2010: Palmeiras Resort-Tavira